# تاداشي مايدا (عسكري)
تاداشي مايدا (باليابانية: 前田精؛ بالكانا: まえだ ただし) هو عسكري ياباني، ولد في 3 مارس 1898 في كاغوشيما في اليابان، وتوفي في 13 ديسمبر 1977.